# Cambridge (Neuseeland)
Cambridge ist eine Stadt in der Region Waikato auf der Nordinsel von Neuseeland.
Die Stadt ist als „The Town of Trees“ („Stadt der Bäume“) bekannt.

## Geographie
Cambridge liegt rund 20 km südöstlich von Hamilton an den Ufern des Waikato River. Die Stadt ist durch den tief ins Land eingefurchten Fluss aufgeteilt in zwei Hälften. Der südliche Stadtteil nennt sich Leaminton und der nördliche stellt das eigentlich Zentrum der Stadt dar. Beide Stadtteile sind durch zwei über den Waikato River führende Brücken verbunden, wobei die westlichere als Viktoria Bridge die bekanntere ist.

## Bevölkerung
Zum Zensus im Jahr 2013 zählte die Stadt 13.866 Einwohner, was einer Steigerung der Einwohnerzahl um 6,1 % gegenüber der Volkszählung im Jahr 2006 bedeutet.

## Städtepartnerschaft
Die Stadt pflegt eine Städtepartnerschaft mit Le Quesnoy in Frankreich.

## Sport
Der Stausee Lake Karapiro, eine der besten Ruderstrecken der Welt, liegt in der Nähe und war 1978 und 2010 Austragungsort der Ruder-Weltmeisterschaften. Seit 2013 verfügt die Stadt über eine von zwei Hallenradrennbahnen in Neuseeland, das Avantidrome.
Die Stadt ist bekannt für ihre Vollblutpferde-Gestüte, denen viele gute Renn- und Springpferde entstammen.

## Persönlichkeiten
- Frances Irwin Hunt (1890–1981), Malerin
- Ngaire Galloway (1925–2021), Schwimmerin
- Colin Meads (1936–2017), Rugbyspieler
- Mark Todd (* 1956), zweifacher Olympiasieger und Weltmeister im Reitsport.
- Michael Andrew Gielen (* 1971), römisch-katholischer Geistlicher und Bischof von Christchurch
- Sarah Ulmer (* 1976), Weltmeisterin und Olympiasiegerin im Radsport, lebt und trainiert in Cambridge.
- Mehrere Ruderweltmeister, unter anderem Rob Waddell (* 1975) und die Zwillinge Georgina und Caroline Evers-Swindell (* 1978), entsprangen der Ruderstrecke am Lake Karapiro.
- Simon Watts (* 1979), Politiker
- Callum O’Brien (* 1982), Squashspieler
- Katie Hoyle (* 1988) ist eine Fußballspielerin, die aus Cambridge stammt
- Joelle King (* 1988), Squashspielerin, Goldmedaillengewinnerin der Commonwealth Games 2018
- Die Rockband The Datsuns und ihre Mitglieder stammen aus Cambridge